# Prémios Globo de Ouro de 2023

Prémios Globo de Ouro de 2023

 10 de janeiro de 2023
Filme - Drama:
The Fabelmans
Filme - Comédia ou Musical:
The Banshees of Inisherin
Série de televisão – Drama:
House of the Dragon
Série de televisão – Comédia ou Musical:
Abbott Elementary
Minissérie ou Filme para televisão:
The White Lotus
Prémio Cecil B. DeMille:
Eddie Murphy

Prémio Carol Burnett:
Ryan Murphy
Prémios Globo de Ouro 

← 2022  ·  2024 →
Os Prémios Globo de Ouro de 2023 (no original em inglês 80th Golden Globe Awards) honraram os melhores profissionais de cinema e televisão, filmes e programas televisivos de 2022. Os candidatos nas diversas categorias foram escolhidos pela Associação de Imprensa Estrangeira de Hollywood (AIEH) e os nomeados anunciados a 12 de dezembro de 2022. Os vencedores foram anunciados em 10 de janeiro de 2023.

## Cerimónia
A cerimónia de entrega dos prémios foi programada para ocorrer no dia 10 de janeiro de 2023 no hotel The Beverly Hilton em Beverly Hills. Em 20 de setembro de 2022, a Dick Clark Productions anunciou que a cerimónia seria transmitida nos Estados Unidos pela NBC e na internet pela Peacock. Não houve transmissão ao Brasil. Jerrod Carmichael foi o anfitrião.

## Vencedores e nomeados
Lista dos nomeados e vencedores (em negrito) na 80.ª edição dos Prémios Globo de Ouro:

### Cinema
| Melhor filme | Melhor filme |
| Drama | Comédia ou Musical |
| --- | --- |
| The Fabelmans - Avatar: The Way of Water - Elvis - Tár - Top Gun: Maverick | The Banshees of Inisherin - Babylon - Everything Everywhere All at Once - Glass Onion: A Knives Out Mystery - Triangle of Sadness |
| Melhor atuação em filme de drama | |
| Ator | Atriz |
| Austin Butler – Elvis como Elvis Presley - Brendan Fraser – The Whale como Charlie - Hugh Jackman – The Son como Peter Miller - Bill Nighy – Living como Mr. Williams - Jeremy Pope – The Inspection como Ellis French                                                                                    | Cate Blanchett – Tár como Lydia Tár - Ana de Armas – Blonde como Norma Jeane Mortensen / Marilyn Monroe - Olivia Colman – Empire of Light como Hilary Small - Viola Davis – The Woman King como General Nanisca - Michelle Williams – The Fabelmans como Mitzi Fabelman |
| Melhor atuação em filme de comédia ou musical | |
| Ator | Atriz |
| Colin Farrell – The Banshees of Inisherin como Pádraic Súilleabháin - Diego Calva – Babylon como Manny Torres - Daniel Craig – Glass Onion: A Knives Out Mystery como Detetive Benoit Blanc - Adam Driver – White Noise como Jack Gladney - Ralph Fiennes – The Menu como Chef Julian Slowik              | Michelle Yeoh – Everything Everywhere All at Once como Evelyn Wang - Lesley Manville – Mrs. Harris Goes to Paris como Ada Harris - Margot Robbie – Babylon como Nellie LaRoy - Anya Taylor-Joy – The Menu como Margot Mills / Erin - Emma Thompson – Good Luck to You, Leo Grande como Nancy Stokes / Susan Robinson                                                          |
| Melhor atuação secundária em filme – drama, comédia ou musical | |
| Ator secundário | Atriz secundária |
| Ke Huy Quan – Everything Everywhere All at Once como Waymond Wang - Brendan Gleeson – The Banshees of Inisherin como Colm Doherty - Barry Keoghan – The Banshees of Inisherin como Dominic Kearney - Brad Pitt – Babylon como Jack Conrad - Eddie Redmayne – The Good Nurse como Charles "Charlie" Cullen | Angela Bassett – Black Panther: Wakanda Forever como Queen Ramonda - Kerry Condon – The Banshees of Inisherin como Siobhán Súilleabháin - Jamie Lee Curtis – Everything Everywhere All at Once como Deirdre Beaubeirdra - Dolly de Leon – Triangle of Sadness como Abigail - Carey Mulligan – She Said como Megan Twohey                                                      |
| Melhor Realização | Melhor Argumento |
| Steven Spielberg – The Fabelmans - James Cameron – Avatar: The Way of Water - Daniel Kwan e Daniel Scheinert – Everything Everywhere All at Once - Baz Luhrmann – Elvis - Martin McDonagh – The Banshees of Inisherin                                                                                     | The Banshees of Inisherin – Martin McDonagh - Everything Everywhere All at Once - The Fabelmans - Tár - Women Talking |
| Melhor Banda sonora original | Melhor Canção original |
| Justin Hurtwitz - Babylon - Carter Burwell - The Banshees of Inisherin - John Williams - The Fabelmans - Alexandre Desplat - Guillermo del Toro's Pinocchio - Hildur Guðnadóttir - Women Talking | "Naatu Naatu" (M. M. Keeravani e Chandrabose) – RRR - "Carolina" (Taylor Swift) – Where the Crawdads Sing - "Ciao Papa" (Alexandre Desplat, Roeben Katz e Guillermo del Toro) – Pinocchio - "Hold My Hand" (Lady Gaga e Michael Tucker) – Top Gun: Maverick - "Lift Me Up" (Ludwig Göransson, Robyn Fenty, Ryan Coogler, e Temilade Openiyi) – Black Panther: Wakanda Forever |
| Melhor Filme de animação | Melhor Filme em língua estrangeira |
| Guillermo del Toro's Pinocchio - Inu-Oh - Marcel the Shell with Shoes On - Puss in Boots: The Last Wish - Turning Red | Argentina, 1985 ( Argentina) - All Quiet on the Western Front ( Alemanha) - Close ( Bélgica) - Decision to Leave ( Coreia do Sul) - RRR ( Índia) |

#### Filmes com múltiplas nomeações
| Nomeações | Filme                             |
| --------- | --------------------------------- |
| 8         | The Banshees of Inisherin         |
| 6         | Everything Everywhere All at Once |
| 5         | Babylon                           |
| 5         | The Fabelmans                     |
| 3         | Elvis                             |
| 3         | Guillermo del Toro's Pinocchio    |
| 3         | Tár                               |
| 2         | Avatar: The Way of Water          |
| 2         | Black Panther: Wakanda Forever    |
| 2         | Glass Onion: A Knives Out Mystery |
| 2         | The Menu                          |
| 2         | RRR                               |
| 2         | Top Gun: Maverick                 |
| 2         | Triangle of Sadness               |
| 2         | Women Talking                     |

#### Filmes com múltiplos prémios
| Prémios | Filmes                            |
| ------- | --------------------------------- |
| 3       | The Banshees of Inisherin         |
| 2       | The Fabelmans                     |
| 2       | Everything Everywhere All at Once |

### Televisão
| Melhor série | Melhor série |
| Drama | Comédia ou Musical |
| --- | --- |
| House of the Dragon (HBO) - Better Call Saul (AMC) - The Crown (Netflix) - Ozark (Netflix) - Severance (Apple TV+) | Abbott Elementary (ABC) - The Bear (Hulu) - Hacks (HBO Max) - Only Murders in the Building (Hulu) - Wednesday (Netflix) |
| Melhor Minissérie ou Filme para televisão | |
| The White Lotus (HBO) - Black Bird (Apple TV+) - Dahmer – Monster: The Jeffrey Dahmer Story (Netflix) - The Dropout (Hulu) - Pam & Tommy (Hulu) | |
| Ator | Atriz |
| Kevin Costner – Yellowstone (Paramount Network) como John Dutton - Jeff Bridges – The Old Man (FX) como Dan Chase / Henry Dixon / Johnny Kohler - Diego Luna – Andor (Disney+) como Cassian Andor - Bob Odenkirk – Better Call Saul (AMC) como Jimmy McGill / Saul Goodman / Gene Takavic - Adam Scott – Severance (Apple TV+) como Mark Scout           | Zendaya – Euphoria (HBO) como Rue Bennett - Emma D'Arcy – House of the Dragon (HBO) como Rhaenyra Targaryen - Laura Linney – Ozark (Netflix) como Wendy Byrde - Imelda Staunton – The Crown (Netflix) como Rainha Isabel II - Hilary Swank – Alaska Daily (ABC) como Eileen Fitzgerald                                                                                     |
| Melhor atuação em série de comédia ou musical | |
| Ator | Atriz |
| Jeremy Allen White – The Bear (Hulu) como Carmen "Carmy" Berzatto - Donald Glover – Atlanta (FX) como Earnest "Earn" Marks - Bill Hader – Barry (HBO) como Barry Berkman / Barry Block - Steve Martin – Only Murders in the Building (Hulu) como Charles-Haden Savage - Martin Short – Only Murders in the Building (Hulu) como Oliver Putnam            | Quinta Brunson – Abbott Elementary (ABC) como Janine Teagues - Kaley Cuoco – The Flight Attendant (HBO Max) como Cassie Bowden - Selena Gomez – Only Murders in the Building (Hulu) como Mabel Mora - Jenna Ortega – Wednesday (Netflix) como Wednesday Addams - Jean Smart – Hacks (HBO Max) como Deborah Vance                                                           |
| Melhor atuação em minissérie ou filme para televisão | |
| Ator | Atriz |
| Evan Peters – Dahmer – Monster: The Jeffrey Dahmer Story (Netflix) como Jeffrey Dahmer - Taron Egerton – Black Bird (Apple TV+) como James "Jimmy" Keane - Colin Firth – The Staircase (HBO Max) como Michael Peterson - Andrew Garfield – Under the Banner of Heaven (Hulu) como Detetive Jeb Pyre - Sebastian Stan – Pam & Tommy (Hulu) como Tommy Lee | Amanda Seyfried – The Dropout (Hulu) como Elizabeth Holmes - Jessica Chastain – George & Tammy (Showtime) como Tammy Wynette - Julia Garner – Inventing Anna (Netflix) como Anna Sorokin / Anna Delvey - Lily James – Pam & Tommy (Hulu) como Pamela Anderson - Julia Roberts – Gaslit (Starz) como Martha Mitchell                                                        |
| Melhor atuação secundária em série de televisão | |
| Ator secundário | Atriz secundária |
| Tyler James Williams – Abbott Elementary (ABC) como Gregory Eddie - John Lithgow – The Old Man (FX) como Harold Harper - Jonathan Pryce – The Crown (Netflix) como Príncipe Philip, Duque de Edimburgo - John Turturro – Severance (Apple TV+) como Irving Bailiff - Henry Winkler – Barry (HBO) como Gene Cousineau                                     | Julia Garner – Ozark (Netflix) como Ruth Langmore - Elizabeth Debicki – The Crown (Netflix) como Diana, Princesa de Gales - Hannah Einbinder – Hacks (HBO Max) como Ava Daniels - Janelle James – Abbott Elementary (ABC) como Ava Coleman - Sheryl Lee Ralph – Abbott Elementary (ABC) como Barbara Howard                                                                |
| Melhor atuação secundária em minissérie, série antológica ou telefilme | |
| Ator secundário | Atriz secundária |
| Paul Walter Hauser – Black Bird (Apple TV+) como Lawrence "Larry" Hall - F. Murray Abraham – The White Lotus (HBO) como Bert Di Grasso - Domhnall Gleeson – The Patient (Hulu) como Sam Fortner - Richard Jenkins – Dahmer – Monster: The Jeffrey Dahmer Story (Netflix) como Lionel Dahmer - Seth Rogen – Pam & Tommy (Hulu) como Rand Gauthier         | Jennifer Coolidge – The White Lotus (HBO) como Tanya McQuoid-Hunt - Claire Danes – Fleisshman Is in Trouble (Hulu) como Rachel Flieshman - Daisy Edgar-Jones – Under the Banner of Heaven (Hulu) como Brenda Lafferty - Niecy Nash – Dahmer – Monster: The Jeffrey Dahmer Story (Netflix) como Glenda Cleveland - Aubrey Plaza – The White Lotus (HBO) como Harper Spiller |

#### Séries com múltiplas nomeações
| Nomeações | Série                                      |
| --------- | ------------------------------------------ |
| 5         | Abbott Elementary                          |
| 4         | The Crown                                  |
| 4         | Dahmer – Monster: The Jeffrey Dahmer Story |
| 4         | Only Murders in the Building               |
| 4         | Pam & Tommy                                |
| 4         | The White Lotus                            |
| 3         | Black Bird                                 |
| 3         | Hacks                                      |
| 3         | Ozark                                      |
| 3         | Severance                                  |
| 2         | Barry                                      |
| 2         | The Bear                                   |
| 2         | Better Call Saul                           |
| 2         | The Dropout                                |
| 2         | House of the Dragon                        |
| 2         | The Old Man                                |
| 2         | Under the Banner of Heaven                 |
| 2         | Wednesday                                  |

#### Séries com múltiplos prémios
| Prémios | Série             |
| ------- | ----------------- |
| 3       | Abbott Elementary |
| 2       | The White Lotus   |